# 禁止複製
禁止複製是比利時超現實主義畫家雷內·馬格利特於1937年的油畫畫作。

## 簡介
畫作描繪一男子面向壁爐臺上的鏡子。臺上的書在鏡中出現正確的鏡像，但男子在鏡內外皆為同樣的背影。
此作由資助人艾華·詹姆斯所委託，是馬格利特除《在自由的門檻上》和《被刺穿的時間》外為其倫敦的舞廳所繪的畫。畫中男子雖未露面，但被人们认为是詹姆斯的肖像。畫中的書為美國作家愛倫·坡的著作《楠塔基特的亞瑟戈登·皮姆的自述》。
畫作現收藏於博伊曼斯·范伯寧恩美術館。

## 相關作品
愛倫·坡是馬格利特最喜愛的作家之一，他在1938年以其《阿恩海姆樂園》畫了一幅同名作品。
1937年馬格利特畫了另一幅詹姆斯的肖像，《Le Principe du plaisir》。畫中男子正面觀眾坐着，但臉部被鎂光燈般的強光掩蓋。
格雷厄姆·休斯在1977年為羅傑·多特里的個人專輯《One of the Boys》設計了與畫作近似的封面。
此畫是喬治·佩雷克和班拿特·凱桑執導的《沉睡的人》反覆出現的元素，以及出現於電影《黑客搏擊會》。在大衛·柯普執導的《秘窗》和理查德·艾歐阿德執導的《双重人格》也出現了近似的畫作。